# Elizabeth Gaskell

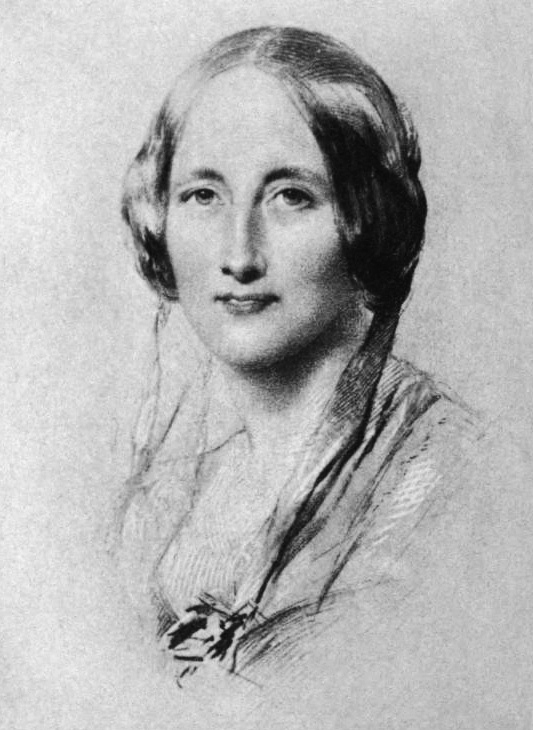
Elizabeth Gaskell, Porträt von George Richmond (1851)

Elizabeth Cleghorn Gaskell (* 29. September 1810 im Londoner Stadtteil Kensington and Chelsea; † 12. November 1865 in Holybourne, Hampshire) war eine britische Schriftstellerin. Noch heute wird sie im englischen Sprachraum oft nur „Mrs. Gaskell“ genannt.

## Leben
Elizabeth Gaskell war eine geborene Stevenson. Ihre Mutter Eliza war eine Nichte des Keramikproduzenten Josiah Wedgwood. Ihr Vater William war Angestellter im Öffentlichen Dienst und unitarischer Geistlicher. Da Gaskells Mutter kurz nach ihrer Geburt verstarb, verbrachte sie einen Großteil ihrer Kindheit bei einer Tante in Knutsford, Cheshire. Der Ort Knutsford wurde ihr später zum Vorbild für das fiktive „Cranford“. Elizabeth Gaskell besuchte die Avonbank School in Stratford-upon-Avon und lebte im Anschluss für zwei Jahre bei der Pfarrersfamilie von William Turner, einem entfernten Cousin, in Newcastle upon Tyne. Gaskells Stiefmutter war eine Schwester des schottischen Malers William John Thomson, und Thomson porträtierte Elizabeth Gaskell 1832. 1832 heiratete sie den unitarischen Geistlichen William Gaskell, der Dozent für englische Geschichte und Literatur am Manchester New College war. In ihrem Wohnort Manchester erlebte Elizabeth Gaskell die industrielle Revolution und das von ihr verursachte Elend – der Stoff mehrerer ihrer Bücher. Die Gaskells verkehrten in Manchester in liberalen Kreisen und hatten sozialreformerische Ansichten.
Elizabeth Gaskell starb am  12. November 1865 in Holybourne, Hampshire mit 55 Jahren und wurde auf dem Graveyard of the Unitarian Chapel (Brook Street Chapel) in Knutsford, Grafschaft Cheshire beigesetzt.

## Literarisches Schaffen und Werk
Elizabeth Gaskell, die ihren Mann auch bei seinen sozialen Aufgaben unterstützte, lernte dabei die Lebensbedingungen der Armen in Manchester kennen und erlebte drastisch die Schattenseiten der Urbanisierung und Industrialisierung in der frühviktorianischen Gesellschaft. Die literarische Verarbeitung ihrer Eindrücke fand 1837 ihren Niederschlag in ihrer ersten Veröffentlichung Sketches Among the Poor.
Elizabeth Gaskells erster Roman Mary Barton, a Tale of Manchester Life (dt. Mary Barton: eine Geschichte aus Manchester, 1849–50) erschien 1848 anonym. Es handelt sich um einen der ersten englischen Gesellschaftsromane, in dem in melodramatischer Form das Leiden des Proletariats vor dem Hintergrund des Chartisten-Aufstands dargestellt wird. Gaskells realistische Schilderung des Elends, der Arbeitslosigkeit und Prostitution des Proletariats, das von den Fabrikbesitzern skrupellos ausgebeutet wird, wurde einerseits als einseitige Stellungnahme verworfen, andererseits aber von Kritikern wie Thomas Carlyle gerühmt. Durch diesen Roman kam Gaskell in Kontakt zu Charles Dickens, in dessen Zeitschrift Household Words sie in der Folge veröffentlichte. Hier erschien Cranford (1851–53; dt. Cranford, 1917), eine lose verbundene Sammlung von Anekdoten und Geschichten über eine Kleinstadt. Die Erzählungen stellen allerdings keine  nostalgische Verklärung eines ländlichen Idylls dar, da die kleine gynozentrische Stadt sich als ein Ort der Vergänglichkeit erweist, in dem die sozialen Veränderungen, wie sie durch die männlich bestimmte Industriegesellschaft von Drumble zu Tage treten, Panik auslösen.
Der Roman Ruth beschreibt das tragische Schicksal einer gefallenen Frau und unverheirateten Mutter in einem selbstgerechten, heuchlerischen sozialen Umfeld. Trotz Melodramatik und Idealisierung wurde dieser Roman nach seinem Erscheinen als eindeutiger Tabubruch gesehen und löste empörte Reaktionen aus.
Größere Bekanntheit erlangte Elizabeth Gaskell durch den Roman North and South (1855), einen weiteren Gesellschaftsroman, der jedoch weniger melodramatisch ausfiel als ihr Erstling. Ihre späteren Romane sind in Stil und Erzählweise wesentlich schlichter gehalten und erinnern in ihrer künstlerischen Disziplin an das Werk von Jane Austen. Ihr letzter Roman, Wives and Daughters, der im Haushalt eines Arztes spielt, blieb wegen ihres Todes unvollendet.

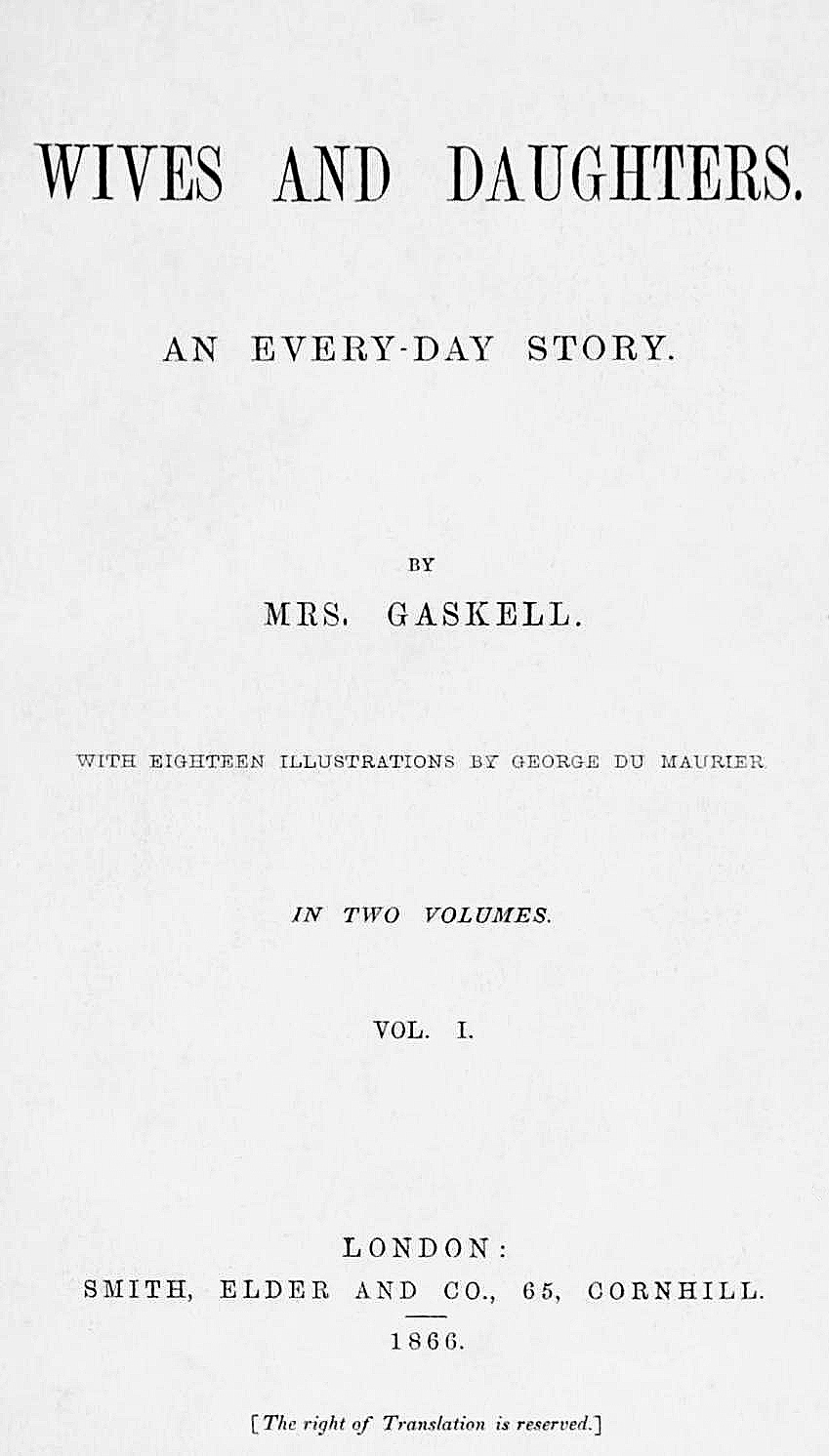
Wives and Daughters, Titelseite der Erstausgabe von 1866

Elizabeth Gaskell war mit Charlotte Brontë, der sie erstmals 1850 begegnete, gut befreundet. Nach dem Tod von Charlotte Brontë wurde sie von deren Vater beauftragt, ihre Biografie zu verfassen. Diese wurde 1857 veröffentlicht und gilt als eine der wichtigsten englischen Biografien des 19. Jahrhunderts. Patrick Brontë war jedoch mit dem Resultat unzufrieden. Es wurde Gaskell eine Verleumdungsklage angedroht, da sie über die Affaire von Branwell Brontë mit der verheirateten Mrs. Robinson berichtet hatte; Carus Wilson sah seine Schule falsch dargestellt und griff sie öffentlich an. Nach einem Jahr publizierte Gaskell eine bereinigte Fassung. Sie hatte aber bereits in der Originalfassung viele damals skandalöse Details weggelassen, wie Charlottes Zuneigung zu ihrem Lehrer Héger in Brüssel.
Neben ihren Romanen verfasste Elizabeth Gaskell auch zahlreiche Kurzgeschichten, die in unterschiedlichen Zeitschriften und in Buchform unter den Titeln Life in Manchester (1847), Lizzie Leigh and Other Tales (1855), Round the Sofa (1859) und in anderen Sammlungen erschienen. 1863 wurde ihr historischer Roman Sylvia’s Lovers (dt. Sylvia’s Freier, 1864) veröffentlicht, der vor dem Hintergrund der Napoleonischen Kriege die Beziehungen zwischen der Titelfigur Sylvia Robson, ihrem Cousin und späterem Ehemann Philip Hepburn sowie dem attraktiven Harpunier Charley Kinraid schildert. Das von Elizabeth Gaskell beschriebene weibliche Schicksal zeigt sich dabei als von Anfang an durch die Geschichten der Männer geprägt, in denen die weiblichen Wünsche oder das weibliche Begehren keinen Platz finden.
Nach dem Kurzroman Cousin Phillis, der 1863–64 im Cornhill Magazine erschien, veröffentlichte Elizabeth Gaskell ebenfalls im Cornhill Magazine 1866 ihren letzten Roman Wives and Daughters (dt. Frauen und Töchter, 1867), der von zahlreichen Kritikern und Rezipienten als ihr Meisterwerk betrachtet wird und als Anspielung auf Turgenews bekanntestes Werk Väter und Söhne verstanden werden kann. Schauplatz ist erneut das provinzielle England mit seinen Liebesgeschichten einerseits und seinen sozialen und politischen Auseinandersetzungen und Spannungen andererseits. In ihrem letzten Werk präsentiert Gaskell allerdings ein breiteres Panorama als in ihren früheren Werken, problematisiert wiederum die unterschiedlichen weiblichen Rollen und wirft die Frage nach der Autonomie der Frau gegenüber fremdbestimmten sozialen Identitäten auf.

## Werke

### Romane
- Mary Barton: A Tale of Manchester. 1848 (deutsch Mary Barton: Eine Geschichte aus Manchester. Nach der dritten englischen Auflage übersetzt. 1849–1850, Grimma, vier Bände).[7]
- Cranford. 1853. (deutsch Cranford. Aus dem Englischen übersetzt von Hedwig Jahn. 1917, Leipzig).
- Ruth. 1853 (deutsch Ruth: eine Erzählung. Aus dem Englischen übersetzt von C. Büchele. 1853, Stuttgart.)[8]
- North and South. 1855. (deutsch Margarethe. Eine Novelle. Payne, Leipzig/Dresden 1865).
- The Grey Woman. 1861.
- Sylvia's Lovers. 1863 (deutsch Sylvia's Freier. 1864, Leipzig, vier Bände).[9]
- Wives and Daughters: An Everyday Story. 1865 (deutsch Frauen und Töchter. Aus dem Englischen übersetzt von August Kretzschmar. 1867, Berlin).[10]

### Erzählungen
- The Moorland Cottage. 1850
- Mr. Harrison's Confessions. 1851
  - Übers. Andrea Ott: Mr. Harrisons Bekenntnisse. Erzählungen. Nachwort Alice Reinhard-Stocker. Manesse, Zürich 2010, ISBN 978-3-7175-2258-4
- The Old Nurse's Story. 1852
  - Übers. und Nachw. Heiko Postma: Die Geschichte des alten Kindermädchens. Hannover 2012
- The Squire’s Story: The Secret Life of Edward Higgins. In: Household words. Hg. Charles Dickens, Ausg. Dezember 1853 (Weihnachts-Sonderheft)
  - Übers. Günter Löffler: Die Geschichte eines Vaters. In: Englische Erzähler des 19. Jahrhunderts. Hg. Gerhard Schneider. Neues Leben, Berlin 1962, S. 153–176
- Lizzie Leigh. 1855
- My Lady Ludlow. 1859
- Round the Sofa. 1859
- Lois the Witch. 1861
  - Übers. Julie Kahle-Häser: Lois, die Hexe. Ein Bild aus dem amerikanischen Religions- und Familienleben des 17. Jahrhunderts. Kevelaer 1915
- A Dark Night's Work. 1863
  - Die That einer Nacht. Leipzig 1865.[11]
  - Die Tat einer Nacht, Neuausgabe Hofenberg, Berlin 2021, ISBN 978-3-7437-3994-9.
- Crowley Castle. 1863
  - Übers. Hans Lebede: Eine Schloß-Geschichte. Berlin 1912
- Cousin Phillis. 1864
  - Übers. Julie Kahle-Häser: Phillis. Kevelaer 1912

### Weitere Schriften
- The Life of Charlotte Bronte. 1857. (deutsch Das Leben der Charlotte Brontë. Aus dem Englischen übersetzt von Irmgard und Peter Schmitt. Cadolzburg, 1995, ISBN 3-927482-91-9).
- Six Weeks at Heppenheim. 1862. (deutsch Sechs Wochen in Heppenheim. Aus dem Englischen übersetzt von Maria Diedrich. 1991, Heppenheim)

## Verfilmungen
- 1971: Wives and Daughters
- 1972: Cranford
- 1975: North and South
- 1999: Wives and Daughters (BBC)
- 2004: North & South (BBC)
- 2007: Cranford (BBC)
- 2009: Die Rückkehr nach Cranford (Return to Cranford) – Fortsetzung der BBC-Verfilmung von 2007